# الحنيكة (الضليعة)
'

تعديل مصدري - تعديل

الحنيكة هي إحدى قرى عزلة الضليعة بمديرية الضليعة التابعة لمحافظة حضرموت، بلغ تعداد سكانها 23 نسمة حسب تعداد اليمن لعام 2004.